# Сломанный стул
Сломанный стул (англ. Broken Chair) — монументальная скульптура в Женеве. Высота деревянного стула с обломанной четвёртой ножкой — 12 метров, на его изготовление пошло 5,5 тонн дерева. Автор работы — скульптор Даниэль Берсе, непосредственным изготовителем произведения выступил плотник Луи Женев.
Скульптура была установлена на женевской Площади Наций, перед главным входом во Дворец Наций (европейскую штаб-квартиру ООН), в августе 1997 года. Предполагалось, что она будет находиться на этом месте в течение трёх месяцев, до подписания международной конвенции о запрете противопехотных мин и бомбовых кассет. В связи с тем, что подписание этой конвенции затянулось и встретило значительные трудности, скульптура осталась на месте до 2005 года, затем была демонтирована в связи с реконструкцией площади и в 2007 году вернулась на прежнее место.
7 октября 2014 г. европейская арт-группа из Женевы разместила под сломанной ножкой стула трёхметровую фигуру В. В. Путина, приурочив эту акцию к его дню рождения.